# Веселове (Волгоградська область)
Веселове (рос. Веселово) — село у Камишинському районі Волгоградської області Російської Федерації.
Населення становить 454  особи. Входить до складу муніципального утворення Мічурінське сільське поселення.

## Історія
Село розташоване у межах українського історичного та культурного регіону Жовтий Клин.
Село засноване 1852 року.
Згідно із законом від 5 березня 2005 року № 1022-ОД органом місцевого самоврядування є Мічуринське сільське поселення.

## Населення
| 1859  | 1886  | 1897 | 1905 | 1911 | 1920  | 1922  |
| ----- | ----- | ---- | ---- | ---- | ----- | ----- |
| 457   | ↗726  | ↗849 | ↘837 | ↗956 | ↗1083 | ↗1135 |
| 1926  | 1931  | 2010 |      |      |       |       |
| ↘1047 | ↗1789 | ↘454 |      |      |       |       |